# DisplayWrite
DisplayWrite fou un programari de processament de textos descatalogat, desenvolupat i comercialitzat per a IBM PC i PCjr. per a la seua línia d'ordinadors IBM PC. Va ser un dels primers títols de programari per a PC desenvolupats internament i venuts comercialment de la companyia.
El conjunt de funcions de DisplayWrite estava basat en un microordinador especialitzat en processament de textos d'IBM anomenat IBM Displaywriter System, una màquina de processament de textos dedicada basada en microordinadors. Com que els dos sistemes eren tan similars, un usuari experimentat de Displaywriter podria començar a utilitzar DisplayWrite immediatament.
Els formats d'arxiu utilitzats van ser el RFT (revisable format text) i el DCA (document content architecture), amb les extensions d'arxiu del mateix nom. Ambdós formats eren estàndard als mainframes d'IBM.

## Versions

###### DisplayWrite/PC
Per a la plataforma Intel hi havia versions DisplayWrite per a PC/MS-DOS i DisplayWrite 5/2 programades sota OS/2.

###### DisplayWrite/36
DisplayWrite/36 era el component de processament de textos d'IBM Office/36, que permetia a una oficina utilitzar el fitxer de base de dades basat en SQL per a etiquetes i lletres de forma.

###### DisplayWrite/370
DisplayWrite/370, una versió molt més avançada amb suport de gràfics i suport WYSIWYG, va ser compatible amb els ordinadors mainframe IBM zSeries fins al maig de 2015. DW/370 era un processador de textos basat en host. Es va comercialitzar entre 1993 i 2015 per a MVS/CICS (ara z/OS) i VM/CMS.

## Format de fitxer
El format de fitxer natiu d'IBM DisplayWrite es basa en l'especificació RFT (text de forma revisable) DCA (Document Content Architecture) d'IBM, però afegeix estructures addicionals. Depenent de la versió de DisplayWrite, els fitxers del document utilitzen . DOC o. Extensió de nom de fitxer TXT. El programari DisplayWrite pot exportar i importar des de fitxers DCA/RFT purs (que normalment tenen l'extensió de nom de fitxer.DCA o .RFT). RFT (IBM Revisable Form Text) no s'ha de confondre amb RTF (Rich Text Format), que és una especificació de Microsoft.